# Юг-Богдан

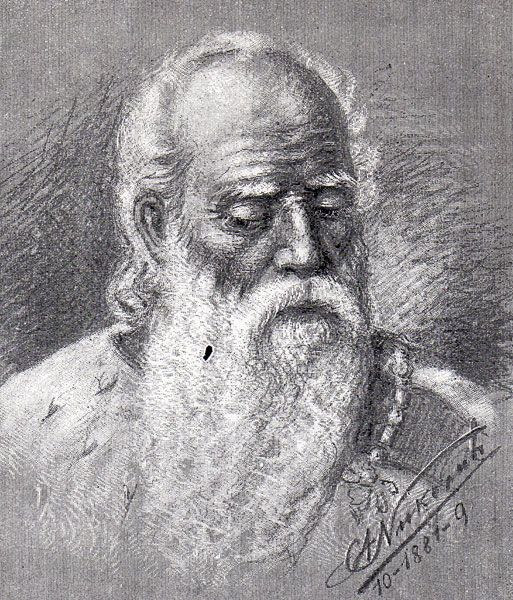
Юг-Бо́гдан

Юг-Бо́гдан (серб. Југ Богдан / Jug Bogdan) — герой рокового для сербов боя на Косовом поле в 1389 году.
Старый Юг-Богдан отождествляется с Вратко Неманичем (серб. Вратко Немањић), сербским вельможей-властелем из рода Неманичей, занимавшего пост царского наместника в восточной Македонии, между Вардаром и Сером в период правления сербских царей Стефана Уроша IV Душана, Стефана Уроша V, Вукашина Мрнявчевича и Лазаря Хребеляновича.
На Косовский бой выступил со всеми своими девятью сыновьями Юговичами, во главе войска царя (или князя) Лазаря. Их отправлению на бой, участию в бою и героической смерти посвящено много народных песен из Косовского цикла сербского эпоса. Особенно трогательно описано выступление в поход братьев Юговичей и их последовательный одного за другим отказ на просьбы дочери Юг-Богдана царицы Милицы, жены царя Лазаря, остаться дома для защиты женщин, а также их смерть и смерть их матери.
Другая дочь Юг-Богдана состояла в замужестве с другим героем Косовского боя — Страхиничем Баном.